# Zaa, petit chameau blanc
Pour plus de détails, voir Fiche technique et Distribution.
Zaa, petit chameau blanc est un court métrage français réalisé par Yannick Bellon en Tunisie. Le film, réalisé en 1960, est sorti en 1961.

## Résumé
Zaa, adorable chamelon blanc, est le meilleur ami d'Aïdi, petit garçon plein de vie et d'énergie. Ils sont heureux tous les deux dans leur belle oasis de Tozeur, quand un jour le maître de Zaa s'avise de le vendre à un marchand de chameaux. Rude est la séparation. Pleurant toutes les larmes de l'impuissance, Aïdi voit s'éloigner à tout jamais son grand copain. Cependant, une intercession d'Allah est toujours possible. En attendant, Zaa passe des mains du marchand à celles d'Ali le potier, d'un photographe pour touristes, du petit guide des ruines romaines de Dougga, du père d'une petite tisserande de Kairouan, ce dernier le condamnant à faire tourner sa noria les yeux bandés. Mais l'amitié et la foi naïve de la petite Asna le sauveront de ce sort funeste. Le petit chameau retrouve enfin Aïdi.

## Fiche technique
- Titre original : Zaa, petit âne blanc
- Réalisation : Yannick Bellon
- Scénario : Claude Roy (également commentaire), Yannick Bellon et Jean Salvy (de) (également assistant réalisateur)
- Musique : Guy Bernard sous la direction d'André Girard
- Décors : naturels
- Photographie : André Dumaître
- Photographe de plateau (non créditée) : Denise Bellon
- Musique : Guy Bernard sous la direction d'André Girard
- Son : Alain Vié
- Montage : Etiennette Muse
- Société de production : Coferc
- Société de distribution :
  - Unidex (en salles)
  - Doriane Films, puis Les Films de l'Equinoxe (en DVD)
- Pays :  France
- Langue originale : français
- Genre : conte philosophique
- Durée : 28 minutes, couleurs, 1 x 1,37, son mono
- Date de sortie : France 1961
- Visa CNC : 24165 délivré le 4 janvier 1961
- Classification France : tous publics lors de sa sortie

## Distribution
- Acteurs non professionnels
- Commentaire dit par François Périer

## Autour du film
Le film est tourné entièrement en extérieurs dans lieux suivants en Tunisie : Tozeur, Djerba, amphithéâtre d'El Jem, Monastir, Sidi Bou Saïd, ruines romaines de Dougga et Kairouan.